# Кобринский 171-й пехотный полк
171-й пехотный Кобринский полк — пехотная воинская часть Русской императорской армии.

## История
17 января 1811 г., при учреждении внутренней стражи, из одной роты, оставшейся от расформирования Кюменогородского гарнизонного батальона, и штатной губернской роты Гродненской губернии, был сформирован Гродненский внутренний губернский полубатальон. 27 марта в нём была сформирована 3-я рота, 17 июля 1814 г. полк был приведён в шестиротный состав. 14 июля 1816 г. назван Гродненским внутренним гарнизонным батальоном, 13 августа 1864 г. — Гродненским губернским, 26 августа 1874 г. — местным.
31 августа 1878 г. батальон был переформирован в 20-й резервный пехотный батальон (кадровый), 25 марта 1891 г. наименован Кобринским резервным батальоном, 1 декабря 1892 г. — переформирован в двухбатальонный полк и назван 184-м пехотным резервным Кобринским полком. В 1898 году приказом по военному ведомству полк был переформирован в четырёхбатальонный полк и наименован 171-м пехотным Кобринским.
Старшинство полка установлено с 27 марта 1811 г.; полковой праздник — 1-й день Пасхи.
Знамя простое с надписью «1811—1911» с Александровской юбилейной лентой.

## Командиры полка
- 16.07.1905 — 13.12.1908 — полковник Алексеев, Николай Кирович
- 25.12.1908 — 09.06.1913 — полковник (с 13.04.1913 генерал-майор) Ветвеницкий, Иван Иванович
- 03.09.1913 — 28.08.1914 — полковник Сегеркранц, Владимир Карлович
- 17.05.1915 — 19.05.1916 —полковник Ненарокомов, Алексей Александрович

## Известные люди, служившие в полку
- Отто Удентиньш — поручик.